# Meilhards
Meilhards (Melhars auf Okzitanisch) ist eine französische Gemeinde mit 538 Einwohnern (Stand 1. Januar 2022) im Département Corrèze in der Region Nouvelle-Aquitaine. Die Gemeinde ist Mitglied des Gemeindeverbandes Pays d’Uzerche. Die Einwohner nennen sich Meilhardois(es).

## Geografie
Die Gemeinde liegt im Zentralmassiv am Fuße des Plateau de Millevaches linksseitig am Oberlauf des Bradascou. Hier entspringt auch sein Zufluss Ganaveix und verläuft im östlichen Gemeindegebiet.
Tulle, die Präfektur des Départements, liegt rund 35 Kilometer südöstlich, Brive-la-Gaillarde etwa 50 Kilometer südlich und Uzerche ungefähr 15 Kilometer südwestlich.
Der Ort liegt etwa 13 Kilometer von der Abfahrt 43 der Autoroute A20 entfernt.
Nachbargemeinden von Meilhards sind Surdoux im Norden, Chamberet im Nordosten, Soudaine-Lavinadière und Rilhac-Treignac im Osten, Peyrissac und Eyburie im Südosten, Condat-sur-Ganaveix im Süden, Lamongerie im Westen sowie La Croisille-sur-Briance Nordwesten.

## Wappen
Beschreibung: In Gold drei rote Pfähle mit je drei silbernen fünfstrahligen Sternen belegt.

## Einwohnerentwicklung
| Jahr      | 1962 | 1968 | 1975 | 1982 | 1990 | 1999 | 2007 | 2016 |
| Einwohner | 794  | 897  | 789  | 700  | 622  | 519  | 529  | 507  |

## Sehenswürdigkeiten
- Die Grabstätte von Philippe de Meilhards aus dem 17. Jahrhundert. Das Grabmal ist seit 1908 als Monument historique  klassifiziert[1].